# Type 59 (carro armato)
Il Type 59 (cinese: 59式; pinyin: Wǔ jiǔ shì; designazione industriale: WZ-120) è un carro armato cinese, il primo di costruzione nazionale. È una versione prodotta in Cina del carro armato sovietico T-54A, uno dei primi modelli dell'onnipresente serie T-54/55. I primi veicoli furono prodotti nel 1958 e fu introdotto in servizio nel 1959, con la produzione in serie iniziata nel 1963. Oltre 10.000 carri armati furono prodotti fino al 1985, con circa 5.500 in servizio con le forze armate cinesi. Il carro ha costituito la spina dorsale dell'Esercito Popolare di Liberazione fino all'inizio degli anni 2000, con circa 5.000 unità delle successive varianti Tipo 59-I e Tipo 59-II in servizio nel 2002. 

## Caratteristiche generali
Il Tipo 59 è una copia dei più celebri T-54/55, fabbricato dalla Cina in seguito alla "Rottura ideologica" con l'Unione Sovietica nel 1960. Prima di questa rottura, giunsero in Cina i primi T-54 e, intorno al 1957, iniziò la sua produzione su licenza, proseguita per molto tempo, e dando vita a numerose versioni, derivati ed evoluzioni fino alla fine degli anni ottanta, nonostante l'obsolescenza del mezzo. In compenso, il numero di esemplari prodotti fu veramente elevato. Negli anni settanta si andava dai 500 ai 700 esemplari all'anno e grazie al suo costo contenuto riceveva sostanziosi ordini dall'estero. Basti pensare che nel 1982 furono prodotti 1200 carri solo per l'esportazione e l'anno seguente gli esemplari esportati furono 1700. Le rifiniture e la qualità dei materiali, però, sono inferiori a quelle del T-55 originale e ci sono alcuni problemi riguardo alla potenza e alla durata del motore. 
Esistono vari modelli:
- Tipo 59-I: Simile ai T-54 A/B. Nei primi anni ottanta sono stati dotati di un telemetro laser esterno, posto sopra la canna.
- Tipo 59-II: Modello con cannone da 105/51mm fornito da Israele.
- Tipo 59R: La società NORINCO ha realizzato questo modello, che si contraddistingue per la presenza di un nuovo propulsore, un diesel da 730HP, protezione NBC e un nuovo sistema per il controllo del tiro oltre a un cambio migliorato.

Esiste anche una versione gettaponte e un mezzo di recupero.
Il Tipo 59 originale si distingueva per tutta una serie di difetti progettuali e di carenze meccaniche: sprovvisto di pacchetto NBC, aveva il brandeggio del verticale ed orizzontale del cannone gestito manualmente ed era necessario fermare il carro per puntare e sparare.
In Cina il Tipo 59 ha sostituito il T-34/85, che era rimasto il carro principale dell'Esercito Popolare di Liberazione per circa un decennio. Molti esemplari andarono al Vietnam, che li utilizzò al fianco dei T-55 originali contro le truppe statunitensi nella Guerra del Vietnam. Entrambi questi paesi li utilizzarono nuovamente quando si trovarono a scontrarsi fra di loro nella Guerra sino-vietnamita del 1979. Negli anni ottanta ingenti quantitativi di questi carri andarono all'Iran e all'Iraq, che all'epoca erano in guerra tra loro. L'Iraq li utilizzò anche nella prima Guerra del Golfo. Fu prodotto su licenza in Pakistan.

## Tipo 69
Evoluzione del Tipo 59, il Tipo 69 nacque all'inizio armato con un pezzo da 100mm a canna liscia di concezione cinese che, comunque, non dette i risultati sperati. Dopo i primi 150 esemplari, prodotti come Tipo 69 e Tipo 69-I, la produzione venne modificata con l'adozione di un più tradizionale pezzo pari calibro ma con canna rigata. Questa versione era nota come Tipo 69-II ed era in grado di utilizzare anche proiettili APFSDS. All'inizio i Tipo 69 erano facilmente identificabili per la presenza del telemetro laser TLR-1A sopra il cannone, prerogativa poi estesa a molti Tipo 59. Successivamente il telemetro laser è stato installato all'interno. Questi carri sono stati dotati anche di corazza spaziata e skirt in gomma posti a protezione della parte alta del treno di rotolamento. Le versioni Tipo 69-IIB e IIC sono dei carri comando. Dallo scafo del Tipo 69 sono stati ricavati due semoventi antiaerei binati da 37mm e uno binato da 57mm. Solo quest'ultimo è entrato in produzione come Tipo 80. Esistono anche i veicoli di supporto Tipo 84 gettaponti e Tipo 653 mezzo di recupero. Complessivamente il Tipo 69 è un mezzo discreto, economico e robusto, ma ormai completamente sorpassato. La Cina lo utilizzò contro il Vietnam nel 1979, e, come il Tipo 59, lo vendette contemporaneamente ad Iran ed Iraq, che erano in guerra tra loro. L'Iraq utilizzò anche questo carro nella prima Guerra del golfo.

## Tipo 79
La disponibilità dell'ottimo pezzo da 105/51mm di concezione occidentale portò alla realizzazione del Tipo 79, in pratica un Tipo 69-II con il nuovo armamento principale e un più avanzato sistema per la condotta del tiro e un nuovo motore, un diesel a 12 cilindri a V da 780HP e un leggero miglioramento della protezione. Fu il primo modello dotato anche di cingoli in gomma e di mortai lanciafumogeni sui due lati della torretta. La parte superiore del treno di rotolamento è protetta.

## Tipo 80
Il Tipo 80 è un ulteriore sviluppo del Tipo 69-II, ma con un pezzo da 105mm rigato e sistema per la condotta del tiro ISFCS-212 in grado di fornire discrete prestazioni. Il sistema di puntamento è stabilizzato e dispone di alcuni sensori incluso quello relativo alla direzione e forza del vento. La protezione è stata leggermente migliorata, così come il treno di rotolamento. Il Tipo 80-II ha una nuova trasmissione e un sistema collettivo di protezione NBC. I primi Tipo 80 apparvero nel 1982.

## Utilizzatori

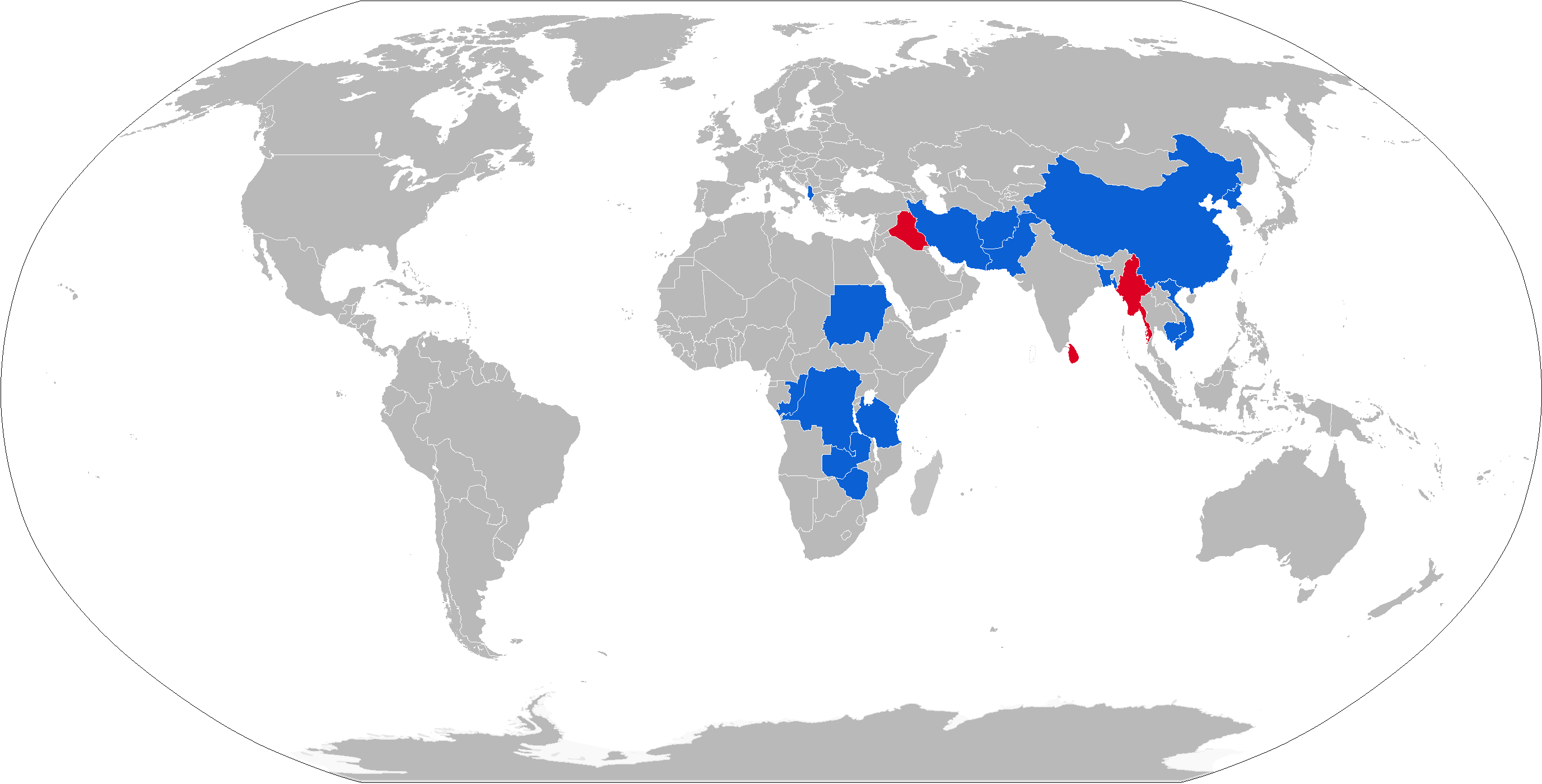
Mappa del Type 59(in blu gli attuali utilizzatori in rosso gli ex)

### Utilizzatori attuali
Albania
- 721 Type 59 (40 in attività e il restante in deposito)

 Bangladesh
- 174 Type 59

 Cambogia
- 50 Type 59

 Cile
- 300 Type 59

 Corea del Nord
- 500 Type 59

 Iran
- 300 Type 59

 Pakistan
- 1100 Type 59

 RD del Congo
- 12-17 Type 59

 Rep. del Congo
- 15 Type 59

 Sudan
- 50 Type 59 e 59D

 Tanzania
- 30 Type 59 e 59G

 Vietnam
- 350 Type 59

 Zambia
- 20 Type 59

 Zimbabwe
- 30 Type 59

### Ex-utilizzatori
Birmania
 Iraq
 Sri Lanka